# Humbert V de Beaujeu
Pour les articles homonymes, voir Humbert de Beaujeu et Beaujeu.
Ne doit pas être confondu avec Humbert de Beaujeu (Montpensier).
Humbert V de Beaujeu (1198-1250) est le premier prince de Dombes et le onzième seigneur de Beaujeu. Connétable de France du roi saint Louis, il commande son armée pendant la septième croisade.

## Biographie

### Origines

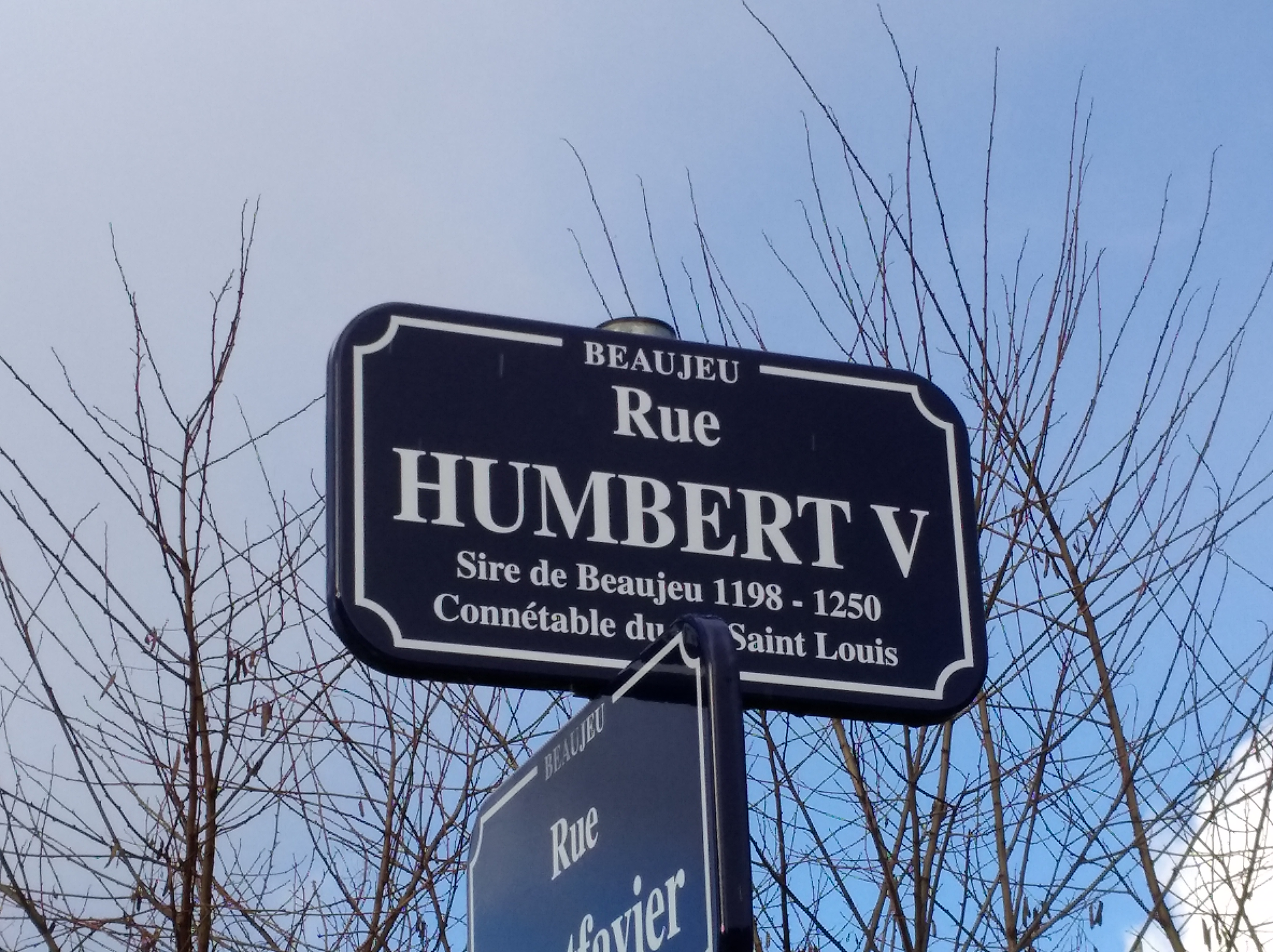
Plaque de la rue Humbert V à Beaujeu.

Humbert de Beaujeu est fils de Guichard IV de Beaujeu et de Sibylle de Flandre et de Hainaut, fille du comte Baudouin V de Flandre et sœur d'Isabelle de Hainaut, reine de France. Humbert V est de haute parenté, puisque cousin germain de Louis VIII le Lion, roi de France, et neveu des empereurs latins de Constantinople, Baudouin Ier et Henri de Hainaut. C'est probablement cette parenté qui explique ses armoiries, une brisure de celle des comtes de Flandre et de Hainaut qui donnera par la suite le blason de la famille de Beaujeu.
Sa soeur Agnès de Beaujeu († 1231) fut l'épouse de Thibaut de Champagne, qui devint roi de Navarre en 1234.
Par son testament, daté de juillet 1248, il lègue 60 sous forts à l'église paroissiale de Meillonnas.

### Famille
Le 22 septembre 1219, il épouse Marguerite de Baugé, par contrat signé du 15 juillet 1218, avec qui il a six enfants :
- Guichard V de Beaujeu (mort le 9 mai 1265)[1] qui lui succèdera ;
- Isabelle de Beaujeu (Ysabellis) (1225 – 8 janvier 1297[1]) qui succèdera également ; elle épouse Renaud de Forez, d'où la suite des sires de Beaujeu ;
- Sibylle de Beaujeu (Sybilla) (1220-1249)[1] parfois désignée à tort par le prénom de Florie[1], mariée à Aymar III de Poitiers-Valentinois ;
- Béatrice de Beaujeu (Beatrix), mariée à Robert de Montgascon ;
- Jeanne de Beaujeu, prieure de la chartreuse de Poleteins ;
- Marguerite de Beaujeu, dont on ignore tout.

### Carrière militaire
Proche de la couronne, il se distingue par ses talents militaires aux côtés de Louis VIII le Lion, roi de France, durant la croisade contre les albigeois. Signe de confiance, après la mort subite du roi en 1226, il est désigné comme gouverneur du Languedoc, province nouvelle dans le domaine royal qui accepte mal la domination française. En 1232, il accompagne son neveu Baudouin II de Courtenay à Constantinople pour la cérémonie du sacre.
Il se croise en 1247, le roi saint Louis en fait son connétable pour la campagne d'Égypte en 1248. Lors du siège de Mansourah, il tente de sauver le frère du roi, le comte Robert Ier d'Artois en vain. Il meurt en Terre sainte, en Syrie, le 21 mai ou le 1er août 1250[réf. nécessaire], à l'âge de 52 ans.

## Héraldique
| Humbert V de Beaujeu | Les armes d'Humbert V de Beaujeu se blasonnent ainsi : Parti au 1 d'or au lion de sable, armé et lampassé de gueules, au 2 d'or à la fasce bretessée de gueules, à la bordure componée d'or et de gueules brochant sur le parti |